# 辰野金吾
辰野金吾（日语：／ Tatsuno Kingo，1854年10月13日—1919年3月25日），是日本的建築師、工程學博士。他曾獲授從三位、勳三等等榮譽勳位。畢業於工部大學校（現今的東京大學工學部），曾任帝國大學工科大學校長、日本建築學會會長。

## 建築風格
其建築設計中常見紅磚與灰白色系飾帶相間做法，及像王冠一樣的塔樓與圓頂設計，被稱為「辰野風格」或「辰野式」，因他的學生來台發展者相當多，對於台灣日治時期建築影響至深。

## 生平
- 1854年（嘉永7年） 肥前國（現佐賀縣）唐津藩下級武士・姫松蔵右衛門次男。
- 1868年（明治元年）叔父辰野宗安的養子
- 1873年（明治6年） 工部省工學寮（工部大学校、今東大工學部）第一回入學生。
- 1875年（明治8年） 二年後由造船轉造家（建築）學科
- 1877年（明治10年）倫敦出身的喬賽亞·康德就任建築學科教授。
- 1879年（明治12年）由造家學科首席畢業（同期生另有曽禰達蔵、片山東熊、佐立七次郎）。
- 1880年（明治13年）至英國留學及威廉·伯吉斯事務所及倫敦大學實習。
- 1883年（明治16年）回日本
- 1884年（明治17年）康德聘雇到期後，任工部大學校教授。
- 1886年（明治19年）擔任帝國大學工科大學教授、參與造家學會（今日本建築學會）設立。
- 1887年（明治20年）參與工手學校（現工學院大學）設立。
- 1898年（明治31年）擔任帝國大學學工科大學院長。
- 1902年（明治35年）自工科大學辭職。
- 1903年（明治36年）與葛西萬司在東京成立辰野葛西事務所。
- 1905年（明治38年）與片岡安在大阪成立辰野片岡事務所
- 1910年（明治43年）提出設立國會議事堂（議院建築）建築及建築競圖。
- 1919年（大正8年） 擔任國會議事堂競圖審査員。因當時西班牙流行性感冒去世。

## 主要作品

### 日本
| 作品               | 圖片 | 年                     | 所在地                   | 備考                   |
| ------------------ | ---- | ---------------------- | ------------------------ | ---------------------- |
| 日本銀行總行       |      | 明治二十九年（1896年） | 東京都中央區日本橋本石町 | 重要文化財             |
| 日本銀行大阪分行   |      | 明治三十八年（1903年） | 大阪府大阪市北區         | 重要文化財             |
| 日本銀行京都分行   |      | 明治三十九年（1906年） | 京都府京都市中京區       | 重要文化財             |
| 第一銀行京都分行   |      | 明治三十九年（1906年） | 京都府京都市中京區       | 2003年重建             |
| 濱寺公園車站       |      | 明治四十年（1907年）   | 大阪府堺市西區           | 登録有形文化財         |
| 第一銀行神戸分行   |      | 明治四十一年（1908年） | 兵庫縣神戶市中央區       | 僅存外牆               |
| 兩國國技館         |      | 明治四十二年（1909年） | 東京都墨田區橫網         | 1983年改建             |
| 日本生命九州支店   |      | 明治四十二年（1909年） | 福岡縣福岡市中央區       | 重要文化財             |
| 奈良飯店           |      | 明治四十二年（1909年） | 奈良縣奈良市高畑町       | 近代化產業遺產         |
| 岩手銀行總行       |      | 明治四十四年（1911年） | 岩手縣盛岡市中之橋通     | 重要文化財             |
| 淺草國技館         |      | 明治四十四年（1911年） | 東京都台東區淺草         | 1920年燒毀             |
| 松本健次郎邸       |      | 明治四十四年（1911年） | 福岡縣北九州市戶畑區     | 重要文化財             |
| 萬世橋車站         |      | 明治四十五年（1912年） | 東京都千代田區神田須田町 | 毀於關東大地震         |
| 唐津銀行總行       |      | 明治四十五年（1912年） | 佐賀縣唐津市本町         | 佐賀縣指定重要文化財   |
| 日本銀行小樽分行   |      | 明治四十五年（1912年） | 北海道小樽市色內         | 小樽市指定文化財       |
| 大阪教育生命保險   |      | 明治四十五年（1912年） | 大阪府大阪市中央區       | Opera Domaine高麗橋    |
| 第二十三銀行總行   |      | 大正二年（1913年）     | 大分縣大分市府內町       | 登録有形文化財         |
| 東京車站           |      | 大正三年（1914年）     | 東京都千代田區丸之內     | 重要文化財             |
| 百三十銀行行橋分行 |      | 大正三年（1914年）     | 福岡縣行橋市大橋         | 福岡縣指定文化財       |
| 百三十銀行八幡分行 |      | 大正四年（1915年）     | 福岡縣北九州市八幡東區   | 北九州市指定有形文化財 |
| 武雄溫泉新館與樓門 |      | 大正四年（1915年）     | 佐賀縣武雄市武雄         | 重要文化財             |
| 大阪市中央公會堂   |      | 大正七年（1918年）     | 大阪府大阪市北區         | 重要文化財             |
| 明治專門學校本館   |      | 大正九年（1920年）     | 福岡縣北九州市戶畑區     | 僅存大門               |

### 朝鮮
| 作品         | 圖片 | 年                     | 所在地                 | 備考         |
| ------------ | ---- | ---------------------- | ---------------------- | ------------ |
| 釜山車站     |      | 明治四十三年（1910年） | 大韓民國釜山廣域市東區 | 毀於釜山大火 |
| 朝鮮銀行總行 |      | 明治四十五年（1912年） | 大韓民國首爾特別市中區 | 史蹟第280號  |

### 清朝
| 作品     | 圖片 | 年                 | 所在地                     | 備考                 |
| -------- | ---- | ------------------ | -------------------------- | -------------------- |
| 奉天車站 |      | 宣統二年（1910年） | 中華人民共和國遼寧省瀋陽市 | 全國重點文物保護單位 |

## 註腳
1. ↑  ブリタニカ国際大百科事典 小項目事典「辰野金吾」
2. ↑  傅朝卿. . 五南. 2017年8月1日: 39.
3. ↑  凌宗魁. . 建築學報. 2013.09, (85期): 57–75.
4. ↑  藤森照信; 譯者：黃俊銘. . 五南. : 190.

## 參閲
- 森山松之助

## 外部連結
- 辰野金吾 - 台灣大百科全書 （页面存档备份，存于）